# السماء لا تنام (فلم)
السماء لا تنام  فيلم دراما مصري من إخراج إبراهيم عمارة لعام 1952، اقتباس وحوار صالح جودت. الفيلم من بطولة مريم فخر الدين، وجمال فارس، وعباس فارس، ويتابع جمال المهندس الذي يعمل في شركة مقاولات، ويدخل في علاقة حب مع سكرتيرة بالشركة، إلى أن تتصاعَد التوترات بإعجاب زوجة مديره به، ومحاولتها التقرُّب منهُ.
صدر الفيلم إلى دور العرض المصرية في 27 أكتوبر 1952.
منح موقع قاعدة بيانات الأفلام العربية «السينما.كوم» الفيلم درجة 5.2/ 10.

## طاقم التمثيل
- مريم فخر الدين: في دور نادية (سكرتيرة مدير شركة المقاولات)
- جمال فارس: في دور جمال (المهندس الجديد بشركة المقاولات)
- عباس فارس: في دور شكري بك (مدير شركة المقاولات)
- لولا صدقي: في دور زينات هانم (زوجة شكري بك)
- محمد الديب: في دور توفيق أفندي (موظف منافق في شركة المقاولات)
- إبراهيم عمارة: في دور الحاج صابر (صاحب شركة مقاولات)
- صلاح منصور: في دور حامد أفندي (المقامر)
- عايدة كامل: في دور رجاء هانم (عشيقة شكري بك)
- ثريا فخري: في دور والدة نادية[7]

## أبطال الفيلم
جمال فارس هو الابن الأكبر للفنان عباس فارس وساعده والده للحصول على عدة أدوار ولكنه لم يُثبت نجاحه رغم مساندة والده، وكانت حصيلة عمله السينمائي ثمان أفلام خلال الفترة من عام 1951 وحتى 1955 حين أعتزل العمل السينمائي  واصطحب زوجته باربرا إلى الولايات المتحدة للعمل بالتجارة، ومن الجدير بالذكر أن زوجته الأمريكية كانت زوجة الممثل رشدي أباظة، صديق جمال فارس، ووقعت في حب جمال، وأختار رشدي أباظة أن يطلقها ليتزوجها جمال. قام جمال فارس بمشاركة مريم فخر الدين في أول ظهور لها في فيلم «ليلة غرام» عام 1951، ثم قام بمشاركتها في ثالث أفلامها عام 1952 وهو فيلمنا هذا «السماء لا تنام».

## أحداث الفيلم
يتجمع العاملين في شركة مقاولات للحديث عن السكرتيرة نادية (مريم فخر الدين) التي لمحها أحد الموظفين وهي تصفع شكري بك (عباس فارس) عندما حاول احتضانها في غرفة مكتبه. يشيد المهندس الجديد بالشركة جمال (جمال فارس) بالفتاة الشريفة التي تتصدى لرئيسها في العمل بهذه القوة، بينما يسخر الموظف توفيق أفندي (محمد الديب) ويصرح بأن الفتاة ليست شريفة كما تدعي. يثور جمال لحديث توفيق ويلكمه ليطيح به أرضاً. يدخل ساعي الشركة إلى مكتب السكرتيرة نادية، ويشيد بموقفها تجاه شكري بك، ويبلغها بما حدث من المهندس جمال دفاعاً عن سمعتها وما يثار حولها. تسعد نادية بدفاع المهندس وتقوم بشكره والثناء على شهامته. يحدث تآلف بين جمال ونادية، ويدعوها لمقابلته خارج الشركة وتقبل. يذهب جمال إلى شكري بك معترضاً على قبول الشركة لمشروع إنشاء كوبري على ترعة النوبارية، ويقول أن العرض الذي تقدمت به الشركة في المناقصة يقل بكثير عن التكلفة الفعلية للمشروع، ويضحك شكري بك وهو يخبره أن طرق كسب المناقصات وما يتبعها من توريد مواد البناء رخيصة السعر هي معادلة لا يفهمها صغار المهندسين أمثاله. تدخل زوجة شكري بك الشابة الجميلة زينات هانم (لولا صدقي) إلى مكتب زوجها وتلمح المهندس الشاب جمال، ويبدو عليها نظرات الإعجاب بشبابه وبنيته الرياضية. يرحب شكري بك بزوجته ولكنه يتوتر عندما يرن جرس الهاتف لتحادثه صديقته اللعوب رجاء هانم (عايدة كامل)، ويقوم شكري بالحديث معها وكأنها صديقه الطبيب. تنصرف زينات لتلتقي بتوفيق أفندي وتسأله عن الشاب الجديد بالشركة، وتقدم له هدية مالية ويبدو أنها مقابل خدمته للحديث مع جمال ولفت نظره لإعجاب زينات ورغبتها في الحديث اليه.
تنمو العلاقة بين نادية وجمال، ويطلب منها الزواج ولكنها ترفض وتطلب منه الاستمرار في علاقة صداقة فقط. تتصل زينات بجمال تليفونياً لتخبره أنها سيدة تحتاج إلى مساعدته، وعندما يرفض تبلغه أنها مسألة حياة أو موت. يلتقي جمال بزينات في مقهى على شاطئ النيل، وتطلب أن يرافقها لحيث السيدة التي تحتاج إلى مساعدته. تصطحب زينات المهندس الشاب إلى بيتها حيث تعرض عليه الشراب وعندما يعتذر عن شرب المسكرات ترجوه أن يشرب ليتحمل قصتها المؤلمة. يبدأ الشراب وهي تقص عليه قصتها مع شكري، ودعوته لها لمصادقة الرجال لتسهيل مصالحه، ويتزوجها ليستمر في الحصول على فائدتها الكبيرة لعمله. يستمر الشرب والرقص، ويتحول جمال من حبه لنادية إلى عشقه لمصاحبة زينات. تلتقي نادية بجمال وتلومه على بعده عنها وتخبره بسبب امتناعها عن الزواج بسبب اعتداء شكري بك عليها بعد أن قدم لها الشراب المسكر. يذهب جمال إلى شكري ويتعارك معه، ويقوم شكري بفصله من الشركة. يبدأ شكري العمل في شركة مقاولات مملوكة للرجل الصالح، الحاج صابر (إبراهيم عمارة)، بينما تنهار أعمال شكري بك بعد انهيار كوبري النوبارية. يكتشف الحاج صابر سبب حزن جمال الدائم، وينصحه بالمغفرة لنادية التي يكتشف أنها ابنة صديقه القديم عبد الحميد لطفي. يقترن جمال بنادية بينما تلقي الشرطة القبض على شكري بك.

## عن الفيلم
كتب وجيه ندى على موقع «دنيا الوطن» مقالة تحت عنوان «الأفلام السينمائية والثورة المصرية» حيث نسب الفيلم إلى قيام حركة 23 يوليو 1952 جاء فيها: «ظلت السينما المصرية طيلة ثلاثون عاما في غيبة ابتكارية – وإلى ان قامت ثورة يوليو وتغير المناخ السينمائى ولذلك كانت الدعاية الواضحة في كثير من الافلام المصريه والتى تنادى بالحرية ومن أمثلة تلك الافلام»فتح مصر" من إخراج فؤاد الجزايرلى –"نحو المجد" من إخراج وتمثيل حسين صدقى – "المصرى افندى" من إخراج حسين صدقي أيضاً... قامت ثورة يوليو 1952 وظهرت الأفلام والتى تنادى بتلك الحركة ومن تلك الأفلام... السماء لا تنام من إخراج إبراهيم عماره".

## روابط خارجية
- السماء لا تنام على موقع IMDb (الإنجليزية)
- السماء لا تنام على موقع الدهليز
- السماء لا تنام على موقع قاعدة بيانات الأفلام العربية